# Élli Pappá
Élli Pappá (grec moderne : Έλλη Παππά), née Élli Ioannídou, en 1920 à Izmir et morte le 27 octobre 2009 à Athènes, est une écrivaine et militante communiste grecque.

## Biographie
Membre du Parti communiste de Grèce, Élli Pappá travaille pour le journal Rizospastis pendant les années de la résistance grecque, lors de la Seconde Guerre mondiale, et rédige des articles pendant et après la guerre civile grecque (1946-1949) jusqu'à son arrestation en décembre 1950,.
En 1952, elle est condamnée à mort par le tribunal militaire d'Athènes. Cependant, une lettre de sa cellule de prison est publiée à travers le monde, lors d'une campagne de grâce,. C'est cette lettre qui cause sa célébrité. Son récit de ces événements et de l'emprisonnement qui en résulte est publié dans le livre Martyríes mías diadromís, en 2010. Il contient deux parties, chacune étant un fichier qu'elle avait déposé dans les archives d'un musée dans les années 1990, pour être publiés à titre posthume. Il raconte sa vie après la fin de la Seconde Guerre mondiale jusqu'à sa sortie de prison en 1964, en détaillant des faits historiques et en contenant son expérience.
Élli Pappá écrit des essais de politique. Par exemple, Les philosophes grecs antiques dans le Capital de Karl Marx est publié en 1983. L'article « Machiavel versus Marx », publié en 1992, est une adaptation d'une conférence antérieure,.

## Dans la culture
Le personnage d'Élli Pappá apparait dans Ο άνθρωπος με το γαρύφαλλο (L'homme au clou de girofle), film de 1980 réalisé par Nikos Tzimas, qui raconte l'histoire de Beloyannis (joué par Foivos Gikopoulos) dans la période d'après-guerre civile. Jouée par Mirka Papakonstantinou, Élli Pappá travaille avec lui à son arrivée à Athènes en juin 1950. Elle reste proche de lui pendant leurs procès et l'exécution conséquente de Beloyannis et de ses associés.

## Vie privée
Elle est sœur de l'auteur grec Didó Sotiríou et compagne de l'homme politique Níkos Beloyánnis, avec qui elle a un fils.